# Атлетика на Летњим олимпијским играма 1896 — скок увис за мушкарце
Такмичење у дисциплини скок увис за мушкарце, на Олимпијским играма 1896. одржано је 10. априла на стадиону Панатинаико. За такмичење се пријавило 5 такмичара из 3 земље.

## Земље учеснице
- Немачко царство (1)
- Шведска (1)
- САД (3)

## Рекорди пре почетка такмичења
| Најбољи резултат на свету | 1,97*                          | Мајк Свенај                    | САД                            | Њујорк, САД                    | 21. септембар 1895.            |
| Олимпијски рекорд         | први пут на олимпијским играма | први пут на олимпијским играма | први пут на олимпијским играма | први пут на олимпијским играма | први пут на олимпијским играма |

- незванично

## Освајачи медаља
| Елери Кларк САД | Роберт Гарет САД Џејмс Брендан Коноли САД | - |

## Нови рекорди после завршетка такмичења
| Олимпијски рекорд | 1,81 | Елери Кларк | САД | Атина, Грчка | 10. април 1896. |

## Финале
10. април
| Пласман | Такмичар             | Држава  | Резултат |
| ------- | -------------------- | ------- | -------- |
|         | Елери Кларк          | САД     | 1,81 ОР  |
|         | Роберт Гарет         | САД     | 1,65     |
|         | Џејмс Брендан Коноли | САД     | 1,65     |
| 4.      | Хенрик Шеберг        | Шведска | 1,60     |
| 5.      | Фриц Хофман          | Немачка | 1,55     |